# Neujahrskonzert der Wiener Philharmoniker 1974
Das Neujahrskonzert der Wiener Philharmoniker 1974 war das 34. Neujahrskonzert der Wiener Philharmoniker und fand am 1. Jänner 1974 im Goldenen Saal des Wiener Musikvereins statt. Dirigiert wurde es zum zwanzigsten Mal vom Stehgeiger Willi Boskovsky, vormals Konzertmeister der Wiener Philharmoniker.

## Jubiläum
Dieses Konzert war das zwanzigste Neujahrskonzert unter Leitung Boskovskys. Es war von großer Heiterkeit und Gelassenheit geprägt und spannte einen Bogen vom Johann-Strauss-Sohn-Walzer Freuet euch des Lebens bis zur Josef-Strauss-Polka Ohne Sorgen!. Am Ende des Konzerts, noch vor den Zugaben, bedankte sich der Orchestervorstand beim langjährigen Leiter des Konzerts und überreichte ihm eine Torte in Form einer Geige.
Den Walzer Freuet Euch des Lebens sollte Boskovsky auch nach dem Ende seiner Neujahrskonzert-Verpflichtungen im Jahr 1979 noch einmal mit den Philharmonikern aufführen – zur Eröffnung des Philharmonikerballs.

## Balletteinlagen
Die Balletteinlagen tanzten sowohl das Ballett der Volksoper wie auch das der Staatsoper, die Choreographie besorgten Gerlinde Dill, Alois Mitterhuber und Gerhard Senft.

## Rundfunk- und Fernsehübertragungen
Das Neujahrskonzert wurde komplett im Rundfunk übertragen, neben Österreich in Belgien, der Bundesrepublik Deutschland, Dänemark, der DDR, in Großbritannien, Spanien, der Schweiz und in Ungarn.
Der zweite Teil des Konzerts wurde im Fernsehen übertragen, Regie führte Hermann Lanske. Folgende Länder übernahmen die Übertragung und sendeten, zum Teil zeitversetzt: Albanien, Argentinien, Australien, Belgien, die Bundesrepublik Deutschland, Bulgarien, Chile, die ČSSR, Dänemark, die DDR, Ekuador, El Salvador, Finnland, Frankreich, Großbritannien, Guatemala, Honduras, Hongkong, Irland, Island, Italien, Japan, Jugoslawien, (Süd-)Korea, Luxemburg, Mauritius, die Niederlande, Norwegen, Peru, Polen, Portugal, Rumänien, Schweden, die Schweiz, Singapur, Sowjetunion, Spanien, Taiwan, Ungarn, Uruguay, die USA und Venezuela, mithin in 42 Staaten.

## Programm

### I. Teil
1. Johann Strauss (Sohn): Ouvertüre zur Operette Das Spitzentuch der Königin
2. Josef Strauss: Aquarellen, Walzer, op. 258
3. Josef Strauss: Die Emancipirte, Polka mazur, op. 282
4. Johann Strauss (Sohn): Bei uns z’Haus (Walzer für Männerchor und Orchester), op. 361
5. Johann Strauss (Sohn): Vom Donaustrande, Polka schnell, op. 356*
6. Eduard Strauß: Mit Extrapost, Polka schnell, op. 259

### II. Teil
1. Johann Strauss (Sohn): Freuet euch des Lebens, Walzer, op. 340
2. Johann Strauss (Sohn): Rasch in der That, Polka schnell, op. 409*
3. Josef Strauss:  Frauenherz, Polka mazur, op. 166
4. Josef Strauss:  Plappermäulchen, Polka schnell, op. 245
5. Johann und Josef Strauss: Pizzicato-Polka, op. 234
6. Johann Strauss (Sohn): Geschichten aus dem Wienerwald, Walzer, op. 325
7. Johann Strauss (Vater): Wettrennen-Galopp, op. 29*
8. Josef Strauss: Künstler-Gruß, Polka française, op. 274*
9. Johann Strauss (Sohn): Tritsch-Tratsch, Polka schnell, op. 214
10. Johann Strauss (Sohn): Explosions-Polka, Polka schnell, op. 43**

### Zugaben
1. Josef Strauß: Ohne Sorgen, Polka schnell, op. 271
2. Johann Strauss (Vater): Radetzky-Marsch, op. 228
3. Johann Strauss (Sohn): An der schönen blauen Donau, Walzer, op. 314

Werkliste und Reihenfolge sind der Website der Wiener Philharmoniker entnommen.

Mit * gekennzeichnete Werke standen erstmals in einem Programm eines Neujahrskonzertes.

** Die Explosions-Polka ist keine Polka schnell (Schnellpolka) im eigentlichen Sinn, diese Bezeichnung wird von Johann Strauss (Sohn) erst ab op. 281 (Vergnügungszug, Polka schnell) gebraucht. Der Titelzusatz ist aber so im Programmarchiv der Wiener Philharmoniker zu finden und wurde deshalb übernommen.